# Dasio di Brindisi
Dasio (in latino Dasius; fl. III secolo a.C.) è stato un militare romano, al tempo della Seconda guerra punica.

## Biografia
Allo scoppio della seconda guerra punica, nel 218 a.C., Dasio era il comandante della guarnigione di Clastidium, dove i romani avevano raccolto numerose provviste per il loro esercito. Subito dopo la vittoria nella battaglia del Ticino, per Annibale si pose il problema dei rifornimenti di viveri in quanto gli alleati Galli non erano poi così generosi verso l'esercito punico. Dasio si fece corrompere dal denaro di Annibale e per 400 nummi d'oro consegnò la piazzaforte ai cartaginesi con tutte le provviste che vi erano contenute: in questa maniera le forze cartaginesi, accampate presso il fiume Trebbia, poterono rifornirsi e prepararsi nel migliore dei modi alla successiva battaglia della Trebbia .